# Casa Ion Trivale din Pitești
Casa Ion Trivale este un monument istoric aflat pe teritoriul municipiului Pitești.